# Arthur Underwood (Bartimæus-trilogien)
Arthur Underwood er en fiktiv person fra bogen Amuletten fra Samarkand som er første bog i Bartimæus-trilogien af Jonathan Stroud.
Af udseende forklarer Bartimæus at han ser ud på følgende måde:
"Da jeg gik ind af døren under mig, lignede han da også indbegrebet af en andenrangs troldmand, især fordi han udviste alle de hævdvundne kendetegn, som almindelige mennesker forbinder med stor og magtfuld magi: en askegrå manke af uredt hår, et langt, hvidt skæg, der strittede udad som stævnen på et skib, og et par ualmindelige buskede øjenbryn.
Jeg kunne lige se han vandre rundt i Londons gader i et jakkesæt af sort fløjl, og med det lange hår bølgende efter sig på en troldmandsagtig måde.
Han gik sikkert også med en guldknappet stok, måske oven i købet en smart kappe.
Jo, han ville virkelig se ud af noget, virke enormt imponerende – hvilke han ikke gjorde nu, hvor han kom trissende i sine pyjamasbukser, mens han kløede sig et vis sted med den ene hånd og holdt fast om en sammenfoldet avis med den anden."
Bogen beskriver ham ligeledes på denne måde:
"Arthur Underwood var en troldmand af middelrang, der arbejde for Indenrigsministeriet.
En enspænder af natur og lidt af en krakiler, som boede sammen med sin kone Martha i et højt hus i Highgate i London.
Han havde aldrig haft en lærling og havde ikke lyst til at få en.
Han var godt tilfreds med at arbejde alene, men han viste, at han son alle andre troldmænd før eller siden måtte gøre sin pligt og tage imod et barn."
Han bliver i Amuletten fra Samarkand, mod sin vilje, pålagt at oplære bogens hovedperson Nathan til troldmand.
Drengen vokser op i Underwoods hus, uden på noget tidspunkt at opnå et kærligt forhold til Troldmanden, som viser sig at være, ikke kun selvhøjtidlig, men i sidste ende også en kujon, som kun tænker på sit eget bedste.
Dette beviser han kort før sin død, ved at bruge Nathan som værn imod en anden troldmand, Simon Lovelace.